# Skærbæk
Skærbæk é um município da Dinamarca, localizado na região sul, no condado de Sonderjutlândia.
O município tem uma área de 360 km² e uma  população de 7 294 habitantes, segundo o censo de 2005.